# Favara (Italië)
Favara is een gemeente in de Italiaanse provincie Agrigento (regio Sicilië) en telt 33.666 inwoners (31-12-2004). De oppervlakte bedraagt 81,0 km², de bevolkingsdichtheid is 416 inwoners per km².

## Demografie
Favara telt ongeveer 11016 huishoudens. Het aantal inwoners daalde in de periode 1991-2001 met 3,5% volgens cijfers uit de tienjaarlijkse volkstellingen van ISTAT.
| Jaar | Inwoneraantal |
| ---- | ------------- |
| 1991 | 32.237        |
| 2001 | 31.098        |

## Geografie
De gemeente ligt op ongeveer 340 m boven zeeniveau.
Favara grenst aan de volgende gemeenten: Agrigento, Aragona, Castrofilippo, Comitini, Grotte, Naro, Racalmuto.